# Ruben Bemelmans
Ruben Bemelmans (Genk, 14 januari 1988) is een Belgische linkshandige tennisser met een dubbele backhand. Hij heeft als favoriete ondergronden hardcourt en gras.
Bemelmans behaalde zijn beste enkelranking op 28 september 2015, toen hij op de 84e plaats prijkte en bereikte in de dubbel op 1 oktober 2012 de 128e plaats. Hij won in zijn carrière vijf enkeltitels in de ATP Challenger Tour, elf ITF Futures in het enkelspel en twaalf in het dubbelspel. Zijn coach is Tom Vanhoudt.

## Nationaal team
Bemelmans speelde tot nog toe drie wedstrijden voor België in de Davis Cup, de jaarlijkse landencompetitie bij de heren. Hij won bij zijn debuut in 2008 in de eerste ronde van de wereldgroep tegen Pavel Vízner. Hij speelde in 2010 in de play-offs van de wereldgroep twee wedstrijden tegen Australië, maar verloor zowel de enkel tegen Lleyton Hewitt als de dubbel. Toch kon België zich verzekeren van het behoud in de wereldgroep.
Hij maakte in januari 2011 ook zijn debuut voor België in de Hopman Cup, het jaarlijkse gemengde landentoernooi. Aan de zijde van Justine Henin bereikte hij de finale, maar deze verloren zij tegen de Verenigde Staten met 2-1. Bemelmans is de eerste Belgische man sinds 1904 die in de finale van een landentoernooi speelde.

## Titels

### Enkel (12)
| Legend (Singles)                |
| Grand Slam (0)                  |
| ATP World Tour Masters 1000 (0) |
| ATP World Tour 500 (0)          |
| ATP World Tour 250 (0)          |
| ATP Challenger Tour (5)         |
| ITF Futures (11)                |

| Nr. | Datum             | Toernooi                     | Ondergrond | Tegenstander in finale | Score               |
| 1.  | 15 juli 2007      | Espelkamp, Duitsland         | Gravel     | Franz Stauder          | 6–2, 7-5            |
| 2.  | 24 november 2007  | Ramat HaSharon, Israel       | Hardcourt  | Niels Desein           | 6–3, 6–3            |
| 3.  | 9 maart 2008      | Bassersdorf, Zwitserland     | Tapijt     | Ladislav Chramosta     | 3-6, 6-3, 6-2       |
| 4.  | 31 mei 2008       | Cesena, Italië               | Gravel     | Carlos Avellan         | 6-4, 3-6, 6-0       |
| 5.  | 15 februari 2009  | Bressuire, Frankrijk         | Hardcourt  | Vincent Millot         | 6-4, 6-3            |
| 6.  | 1 maart 2009      | Wolfsburg, Duitsland         | Tapijt     | Stefano Galvani        | 7-6(5), 3-6, 6-3    |
| 7.  | 27 september 2009 | Plaisir, Frankrijk           | Hardcourt  | Pierrick Ysern         | 6-7(5), 6-1, 7-5    |
| 8.  | 14 maart 2010     | Rijsel, Frankrijk            | Hardcourt  | Niels Desein           | 6-4, 6-2            |
| 9.  | 21 maart 2010     | Poitiers, Frankrijk          | Hardcourt  | Charles-Antoine Brézac | 6-4, 4-6, 6-4       |
| 10. | 3 juli 2010       | Palma del Rio, Spanje        | Hardcourt  | Niels Desein           | 4-6, 6-4, 7-6(1)    |
| 11. | 28 februari 2011  | Wolfsburg, Duitsland         | Tapijt     | Dominik Meffert        | 6-7(8), 6-4, 6-4    |
| 12. | 2 november 2014   | Eckental, Duitsland          | Tapijt     | Tim Pütz               | 7-6(3), 6-3         |
| 13  | 1 februari 2015   | Nussloch, Duitsland          | Hardcourt  | Maximilian Marterer    | 6-3, 6-7(2), 7-6(5) |
| 14  | 5 april 2015      | Le Gosier, Frankrijk         | Hardcourt  | Edouard Roger-Vasselin | 7-6(6), 6-3         |
| 15  | 30 oktober 2016   | Burlingame, Verenigde Staten | Hardcourt  | Sam Barry              | 6-1, 6-2            |
| 16  | 22 januari 2017   | Koblenz, Duitsland           | Hardcourt  | Nils Langer            | 6-4, 3-6, 7-6(0)    |

## Resultaten grote toernooien
| Legenda | Legenda                          |
| ------- | -------------------------------- |
| g.t.    | geen toernooi gehouden           |
| l.c.    | lagere categorie                 |
| –       | niet deelgenomen                 |
| G       | uitgeschakeld in de groepsfase   |
| 1R      | uitgeschakeld in de eerste ronde |
| 2R      | uitgeschakeld in de tweede ronde |
| 3R      | uitgeschakeld in de derde ronde  |
| 4R      | uitgeschakeld in de vierde ronde |
| KF      | uitgeschakeld in de kwartfinale  |
| HF      | uitgeschakeld in de halve finale |
| F       | de finale verloren               |
| W       | het toernooi gewonnen            |
| w-v     | winst/verlies-balans             |

### Enkelspel
| grandslamtoernooien  |      |     |      |      |      |     |      |      |      |
| Australian Open      | –    | –   | 1R   | –    | 1R   | –   | –    | 2R   | –    |
| Roland Garros        | –    | –   | –    | –    | 1R   | –   | –    | 2R   | –    |
| Wimbledon            | 1R   | 2R  | –    | –    | 1R   | 1R  | 3R   | 2R   | 1R   |
| US Open              | –    | –   | –    | –    | 3R   | –   | 1R   | 1R   |      |
| ATP Masters 1000     |      |     |      |      |      |     |      |      |      |
| Indian Wells         | –    | 1R  | –    | –    | –    | –   | –    | 1R   | –    |
| Miami                | –    | –   | –    | –    | 1R   | –   | –    | –    | –    |
| Monte Carlo          | –    | –   | –    | –    | –    | –   | –    | –    | –    |
| Madrid               | –    | –   | –    | –    | –    | –   | –    | –    | –    |
| Rome                 | –    | –   | –    | –    | –    | –   | –    | –    | –    |
| Montréal/Toronto     | –    | –   | –    | –    | –    | –   | –    | –    |      |
| Cincinnati           | –    | –   | –    | –    | –    | –   | –    | –    |      |
| Shanghai             | –    | –   | –    | –    | –    | –   | –    | –    |      |
| Parijs               | –    | –   | –    | –    | –    | –   | –    | –    |      |
| olympisch            |      |     |      |      |      |     |      |      |      |
| Olympische Spelen    | g.t. | –   | g.t. | g.t. | g.t. | –   | g.t. | g.t. | g.t. |
| statistieken         |      |     |      |      |      |     |      |      |      |
| totaal aantal titels | 0    | 0   | 0    | 0    | 0    | 0   | 0    | 0    | 0    |
| eindejaarsranking    | 160  | 111 | 148  | 176  | 108  | 167 | 118  |      |      |

## Websites
- Officiële website

- (en)  Profiel van Ruben Bemelmans op de website van de ATP
- (en) Profiel van Ruben Bemelmans op de website van de ITF
- (en)  Profiel van Ruben Bemelmans in de Davis Cup
- Biografie Ruben Bemelmans op tennis-belge.be